# Tour de Chavagnac

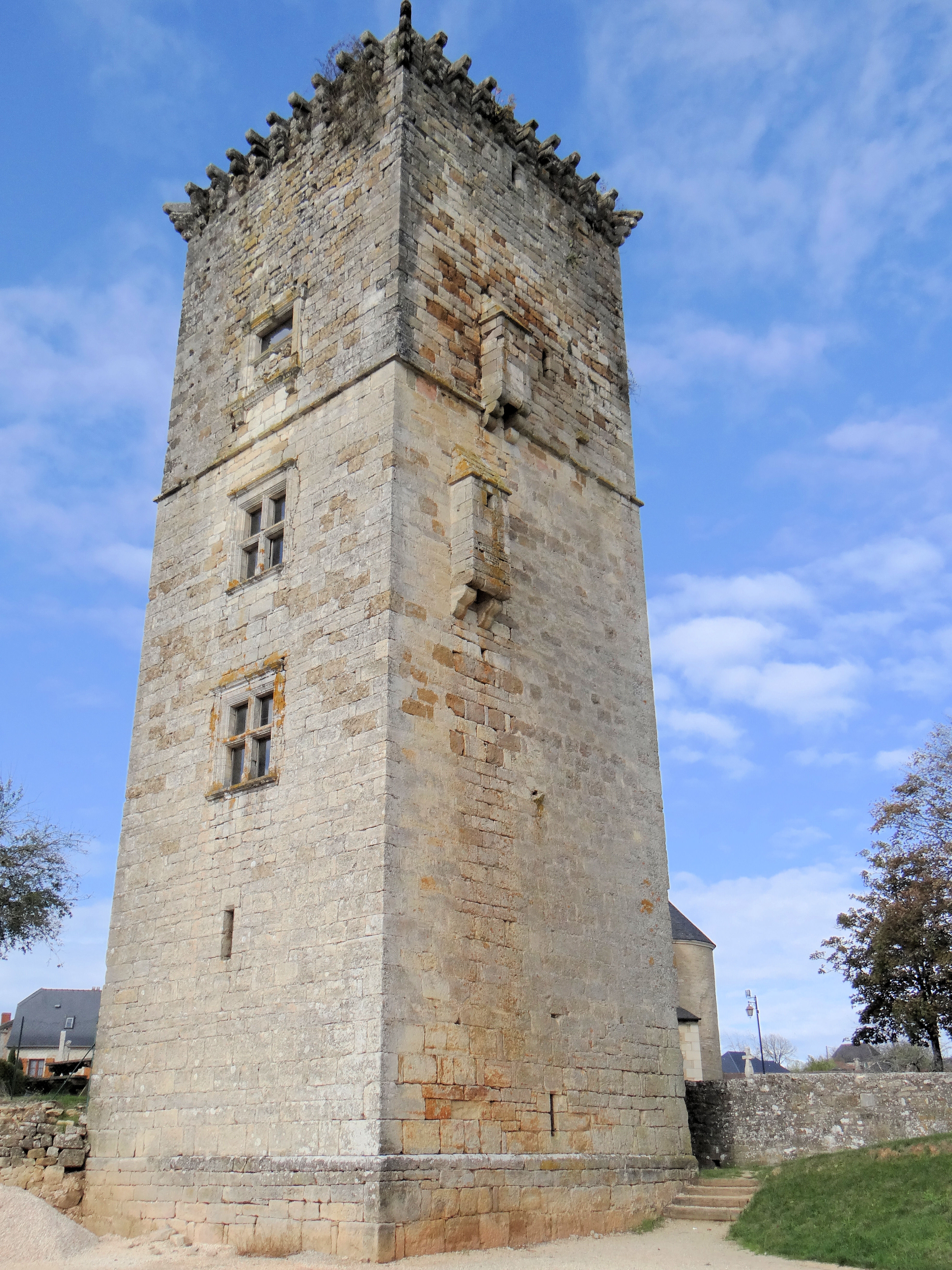
Tour de Chavagnac

Die Tour de Chavagnac in Chavagnac, einem Ort in der französischen Gemeinde Les Coteaux Périgourdins im Département Dordogne in der Region Nouvelle-Aquitaine, wurde ursprünglich im 12. Jahrhundert errichtet. Die ehemalige Wehrturm steht seit 1947 als Monument historique auf der Liste der Baudenkmäler in Frankreich.
Der Turm gehörte zu einer Burg, die 1569 geplündert und bereits vor der Revolution in Brand gesteckt wurde. Der Donjon ist der einzige Rest der ehemaligen wehrhaften Anlage. Das 25 Meter hohe mehrgeschossige Bauwerk besitzt mehrere steinerne Kreuzstockfenster und Aborterker.